# Holwell, Dorset
Holwell är en ort och civil parish i Storbritannien.   Den ligger i kommunen Dorset och riksdelen England, i den södra delen av landet, 180 km väster om huvudstaden London. Holwell ligger 79 meter över havet och antalet invånare är 369.
Terrängen runt Holwell är huvudsakligen platt, men åt sydväst är den kuperad. Runt Holwell är det ganska tätbefolkat, med 108 invånare per kvadratkilometer. Närmaste större samhälle är Yeovil, 14,7 km väster om Holwell. Trakten runt Holwell består till största delen av jordbruksmark.